# جوهانا کونتا
 جوهانا کونتا (انگلیسی: Johanna Konta؛ زادهٔ ۱۷ مهٔ ۱۹۹۱) یک تنیس‌باز اهل استرالیا است.